# Mato Krpan
Mato Krpan (Brezine, pokraj Lipika, 29. rujna 1919. -?), bio je sudionik narodnooslobodilačke borbe, visoki partijski funkcionar i republički sekretar (ministar) za unutrašnje poslove SR Hrvatske u razdoblju od 1966. do 1971.

## Biografija
Početkom Drugoga svjetskog rata, okupacijom Jugoslavije i proglašenjem NDH, priključio se narodnooslobodilačkoj borbi. 
Nakon završetka rata, u socijalističkoj Jugoslaviji, obavljao je niz partijskih funkcija u Bjelovaru, te je obnašao dužnost predsjednika Skupštine općine Bjelovar. Godine 1959. diplomirao je pravo na zagrebačkom Pravnom fskultetu. Nakon tzv. Brijunskog plenuma, 1966., bio imenovan za republičkog sekretara (ministra) za unutrašnje poslove SR Hrvatske, te se na toj dužnosti zadržao do sloma Hrvatskog proljeća, 1971., kada je smijenjen, a na njegovo je mjesto imenovan Valent Huzjak.